# Kobiàkovo
Kobiàkovo - Кобяково (rus) - és un poble de la República del Tatarstan, a Rússia. El 2021 tenia 200. Pertany al districte (raion) de Pestretsi.